# رافاييل فيتو
رافاييل فيتو (من مواليد 28 آب / أغسطس 1969) سياسي إيطالي وعضو في البرلمان الأوروبي منذ العام 2014. هو الرئيس المشارك لمجموعة المحافظون والإصلاحيون الأوروبيون بالتشارك مع ريزارد ليجوتكو.